# Parco regionale dei laghi Suviana e Brasimone
Il parco regionale dei laghi di Suviana e Brasimone è un'area naturale protetta istituita nel 1995 che sorge sull'Appennino bolognese, in Emilia-Romagna, al confine con la Toscana. L'area è ubicata attorno a due ampi bacini artificiali realizzati a partire dai primi del Novecento a scopo idroelettrico, il lago di Suviana, contornato da una folta pineta, e il bacino del Brasimone, con le sponde erbose.
Il parco regionale contiene interamente il sito di interesse comunitario dei Laghi di Suviana e Brasimone (IT40500020), che copre un'area di 1902 ettari all'interno dell'area protetta.

## Territorio
Il territorio del parco è racchiuso fra le valli dei torrenti Brasimone e  Limentra Orientale, principali immissari dei due laghi; il confine meridionale del parco è però sulla sponda destra del bacino di Pavana, nella valle del  Limentra Occidentale.

## Flora e fauna
Il parco è ricoperto da una molteplice e abbondante foresta: vi sono prevalentemente boschi di pino, a impianto artificiale, nonché di rovere, frassino, castagno e abete rosso, dove sono protette varie specie di cervi, caprioli, cinghiali e daini. Nei vecchi castagneti, sufficientemente spessi per offrire la possibilità di nidificazione, sono presenti specie aviarie come il picchio rosso maggiore e il picchio verde.

## Strutture ricettive
- Centro visita Sala della Terra, dedicato alla geologia del parco, a Castiglione dei Pepoli. Vi è esposta la collezione di Ultimo Bazzani.
- Centro visita Museo del Bosco, dedicato al secolare Bosco del Poranceto[2][3]